# Mina navale

Mina navale della prima guerra mondiale

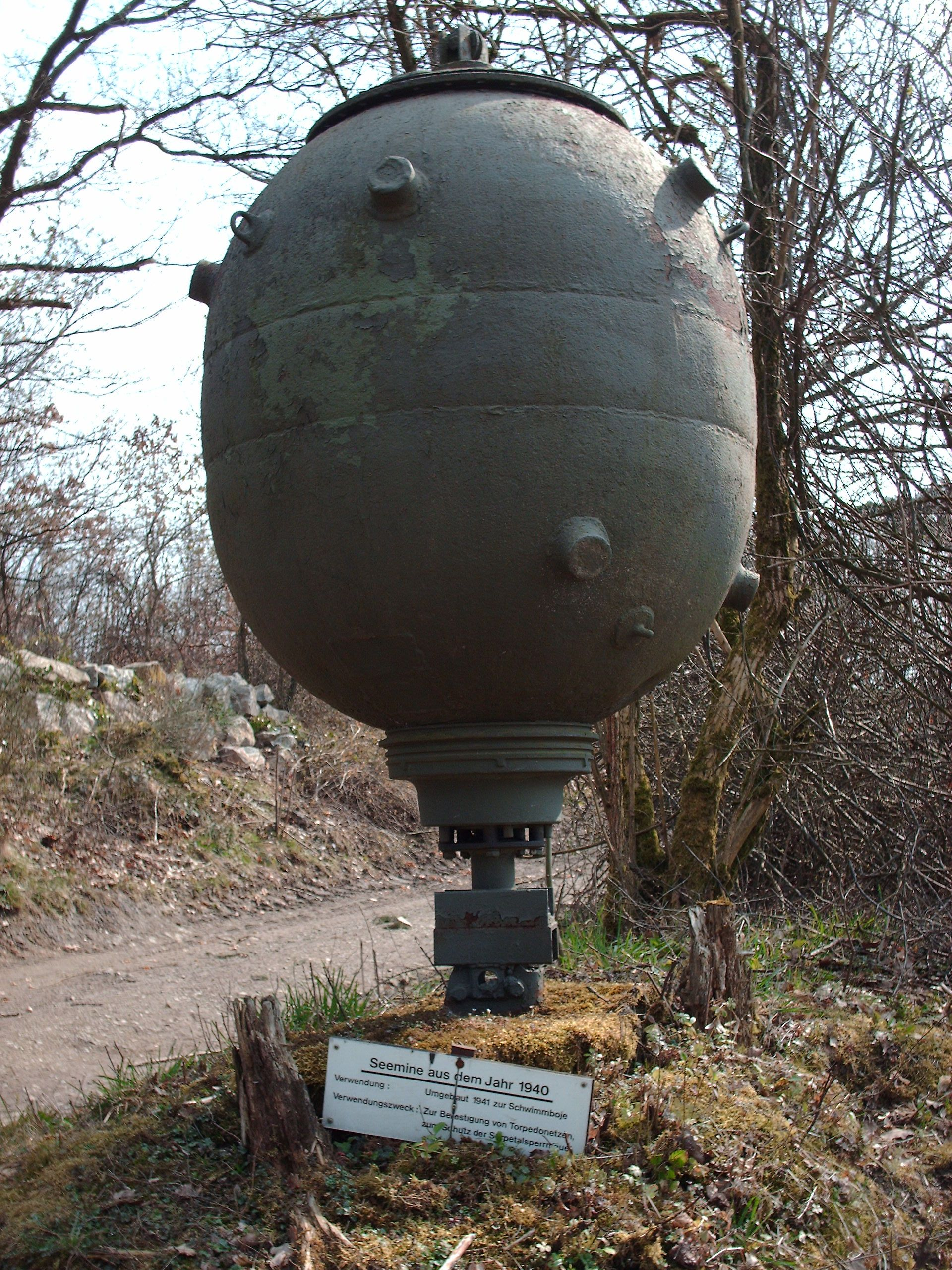
Mina navale della seconda guerra mondiale

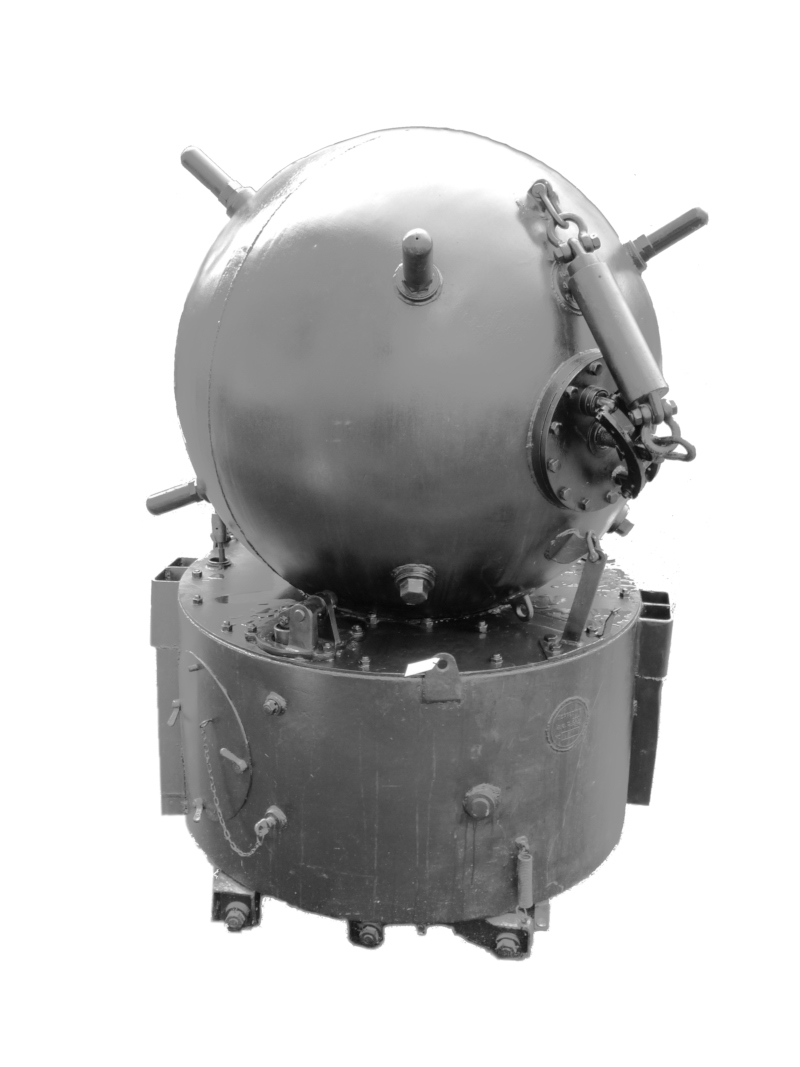
Mina navale P200 della Regia Marina in uso nella Seconda guerra mondiale

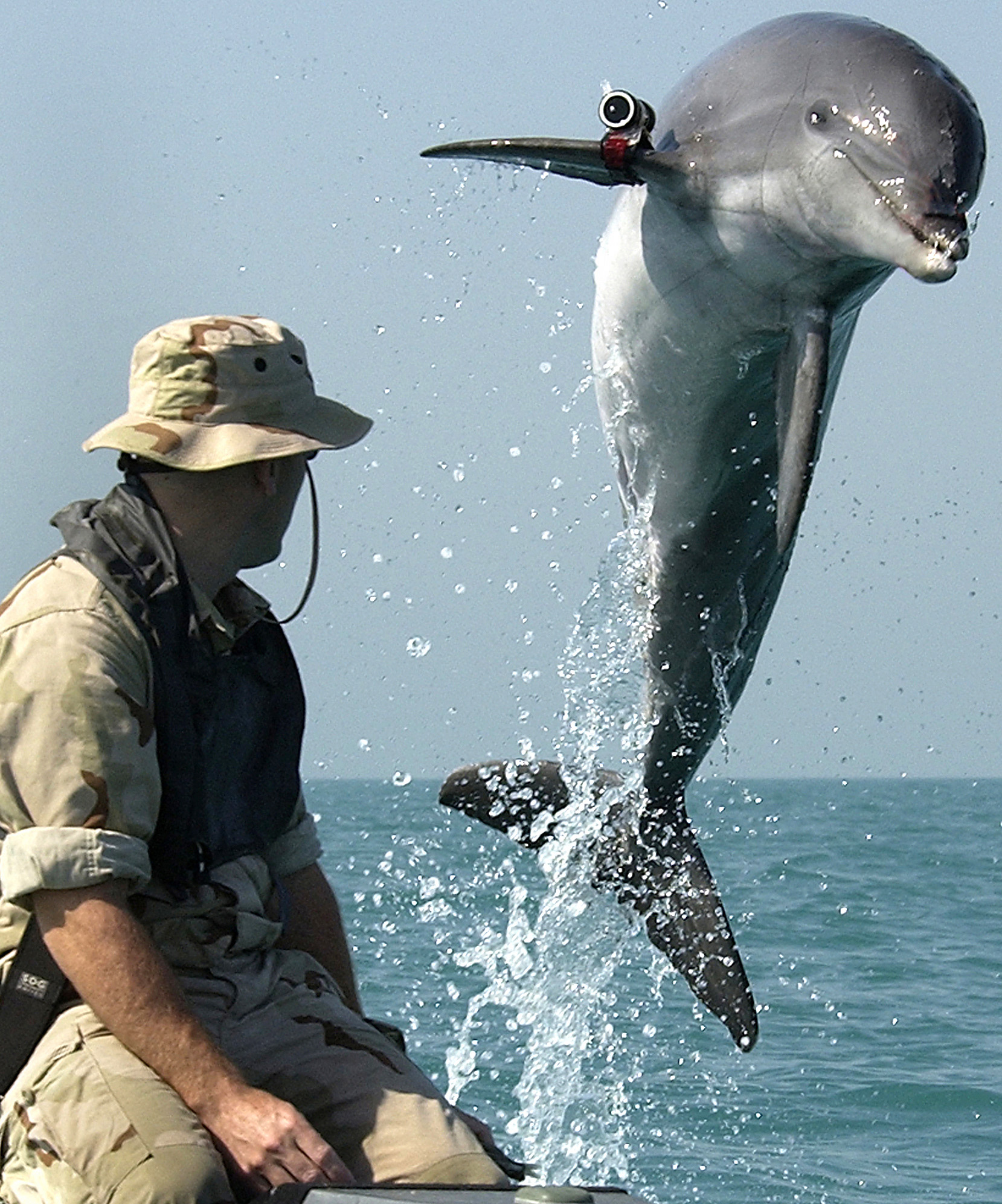
Delfino addestrato allo sminamento della marina USA

La mina navale è un ordigno esplosivo di peso compreso fra i 150 e i 1000 kg, contenuto in un involucro a tenuta stagna generalmente metallico, usato per creare sbarramenti alle navi nemiche, lungo le rotte commerciali, gli ingressi dei porti o in particolari zone di mare d'importanza strategica.
La mina navale, al pari della sua omologa terrestre, è un'arma che, se opportunamente impiegata, ha un rapporto costo/efficacia senza uguali nel campo degli armamenti. Infatti, essa può mantenere la sua capacità distruttiva per anni o decenni, senza manutenzione, ed esplodere quando una nave ne sollecita i sensori di detonazione. A causa del loro basso costo e disponibilità le mine sono armi alla portata di qualunque governo e teoricamente anche di un gruppo terrorista.
La mina navale è un ordigno esplosivo tuttora largamente impiegato nella guerra marittima. Schematicamente, essa consiste in un involucro ermetico (metallico o in materiale plastico) che contiene una certa quantità di esplosivo (da 50 a 150 kg) il tutto corredato dai sensori di attivazione/detonazione e collaudato per resistere a lunghi periodi di permanenza in mare. Di norma, le mine non vengono mai impiegate singolarmente, bensì in gruppi numerosi atti a costituire dei campi minati in zone critiche per la navigazione.
Le mine navali vengono piazzate da apposite navi e nell'ultima guerra comparvero tipologie di mine atte ad essere rilasciate dai sommergibile attraverso il portello dei siluri.

## Concetti operativi
Il campo minato è una delle espressioni più temute della potenza marittima (Sea Power): impedire all'avversario l'utilizzo sicuro di determinate rotte, siano esse mercantili o militari, oppure dei porti, istmi, insenature, ecc.
Gli scopi sono: indebolire l'avversario nell'approvvigionamento marittimo, in particolare del petrolio e altre materie prime indispensabili all'apparato economico-industriale; ostacolare l'attività della sua marina da guerra, obbligandola ad accurate azioni di contromisure ed esponendo le unità navali maggiori ad una minaccia di danneggiamento grave.

## Aspetti tattici
Per conseguire questi obiettivi gli ordigni sono di regola abbastanza piccoli, furtivi e relativamente poco costosi. Contrariamente a quanto si immagina, la mina (a differenza del siluro sottomarino) solitamente non affonda la nave colpita: è sufficiente infliggere danni tali da mettere fuori combattimento l'unità, e nel caso di navi mercantili una catastrofe ecologica per una petroliera squarciata è ampiamente esplicativa della minaccia potenziale.

## Tecnica
Le mine usate nelle due guerre mondiali furono essenzialmente ad attivazione magnetica e/o acustica, o semplicemente esplodevano per contatto diretto. Oggi quest'ultima possibilità è scomparsa, ma con l'introduzione dell'elettronica, sofisticati sensori permettono all'ordigno di "leggere" cosa succede sulla superficie del mare per selezionare il giusto bersaglio. La mina "sente" le variazioni di campo magnetico, di pressione idrostatica, ed i rumori prodotti dalle eliche, può analizzare la rotta e velocità delle navi. Tali rilievi si confrontano con i dati memorizzati precedentemente e permettono all'arma di  "decidere" se, e cosa attaccare.
Il software include un calendario, programmabile affinché l'ordigno sia eventualmente operativo in un determinato lasso temporale, ovvero si disattivi automaticamente dopo un certo numero di mesi/anni di attesa. Certe mine sono addirittura autopropulse, cioè una volta individuato il bersaglio riescono ad avvicinarglisi autonomamente per aumentare gli effetti d'urto dell'esplosione.